# Nepenthes smilesii
Nepenthes smilesii é uma planta tropical nativa no nordeste da Tailândia, no sudeste de Laos e Camboja e no leste do Vietnã. Descrita em 1895, faz parte da família Nepenthaceae.